# Switchblade Symphony
Switchblade Symphony war eine Rock- und Trip-Hop-Formation, die 1989 in San Francisco von der Sängerin Tina Root und der Komponistin Susan Wallace gegründet wurde. Der Name der Band geht auf Tina Roots Vorliebe für Klassische Musik zurück.

## Geschichte
Switchblade Symphony wurden Ende 1980er Jahre in Kalifornien gegründet. Nach den beiden Demo-Kassetten Fable (1991) und Elegy (1992) erschien 1995 das Debüt-Album Serpentine Gallery auf dem US-amerikanischen Independent-Label Cleopatra Records. Stilistisch bewegt sich das Album zwischen Electropop, Gothic- und Alternative Rock und zeichnet sich durch den für die Band charakteristisch verhallten, sphärischen Gesang aus. Hinzu kommen orchestrale Synthesizersounds, melodiöse Gitarrenparts sowie ein relativ harter Drumcomputer-Einsatz. Switchblade Symphony gelang es damit, eine fremdartige, entrückte Atmosphäre zu erzeugen. Musikkritiker bewerteten das Werk durchgehend positiv und zogen Vergleiche zu Siouxsie and the Banshees.
1996 absolvierten Switchblade Symphony eine erste US-Tour mit Christian Death und Big Electric Cat. Während dieser Zeit stießen George Earth als Live-Gitarrist und Eric Gebow Live-Schlagzeuger zur Band. In der Folgezeit trat Switchblade Symphony als Vorgruppe bekannter Gothic- und Metal-Bands wie The Sisters of Mercy und Type O Negative auf.
Im Zuge einer weiteren Tour im Frühling 1997 veröffentlichten Switchblade Symphony die limitierte Scrapbook EP mit Material ihrer frühen Demo-Veröffentlichungen.
Im Herbst 1997 folgte mit Bread and Jam for Frances das zweite Album, dessen Titel einem Kinderbuch von Russell und Lillian Hoban entlehnt wurde. Während Tina Roots Gesangsstil unverändert blieb, wurde der Drumcomputer, den die Band bis dahin verwendete, durch die beiden Schlagzeuger Eric Gebow und Ken Dewar abgelöst. Nicht zuletzt durch deren Einsatz erfolgte auf Bread and Jam for Frances die Hinwendung zum Trip-Hop.
1998 begannen die Arbeiten zum dritten und letzten Werk The Three Calamities, die aufgrund einer dreimonatigen Tournee – zusammen mit Gary Numan – unterbrochen wurden. Kurz vor Veröffentlichung des Albums vollzogen Switchblade Symphony im Frühjahr 1999 eine weitere Tour mit der kanadischen Elektro-Formation Front Line Assembly. The Three Calamities wurde anschließend mit einigen Bonustracks unter dem Titel The Three Calamities and More für den deutschen Markt lizenziert.
Im November desselben Jahres trennten sich Switchblade Symphony aufgrund persönlicher und künstlerischer Differenzen. Tina Root gründete daraufhin ihr Soloprojekt Tré Lux, während sich Susan Wallace vollständig aus dem Musikgeschäft zurückzog.
2001 erschien posthum das Remix-Album Sinister Nostalgia. Während der Gesang relativ unverändert bleibt, sind die Remixes vor allem in Bezug auf den Rhythmus deutlich schneller als die Originale und stark durch Stilrichtungen wie Techno oder Drum and Bass geprägt. Zu den Remixern zählen unter anderem Apoptygma Berzerk und Razed in Black.

## Diskografie
- Fable, EP (Cassette), 1991
- Elegy, (Cassette), 1992
- Serpentine Gallery, 1995
- Clown, 1996
- Scrapbook, 1997
- Drool, 1997
- Bread and Jam for Frances, 1997
- Bread and Jam for Frances, 1997 (Japan-Edition + 2 Bonustracks)
- The Three Calamities, 1999
- The Three Calamities and More, 1999 (Deutsche Edition + 3 Bonustracks)
- Sinister Nostalgia, 2001
- Sweet Little Witches (live), 2005